# 1-Heptanol
1-Heptanol (kurz Heptanol; synonym 1-Heptylalkohol) ist eine chemische Verbindung aus der Stoffgruppe der Alkanole. Neben dem 1-Heptanol existieren weitere Isomere, zum Beispiel das 2-Heptanol, 3-Heptanol und 4-Heptanol. Es gibt insgesamt 39 Heptanole, die konstitutionsisomer zueinander sind.

## Vorkommen
Natürlich kommt Heptanol in verschiedenen Pflanzen, wie Äpfeln (Malus domestica), dem Zedrachbaum (Melia azedarach), Sellerie (Apium graveolens), Rooibos (Aspalathus linearis), Schwarznuss (Juglans nigra), Weichweizen (Triticum aestivum), Mais (Zea mays), Spargel, Kartoffel-Pflanzen (Solanum tuberosum), im Öl der Gartenhyazinthe (Hyacinthus orientalis), Bananen, Zitronenschalen, Heidelbeeren, Papaya, Ananas und zahlreichen Nüssen (wie Pekannuss, Erdnuss, Macadamia) vor. Der Alkohol findet sich in zahlreichen verarbeiteten Lebensmitteln und alkoholischen Getränken, wie Butter, Käse, Senf, Bier, Weinbrand und Rum.

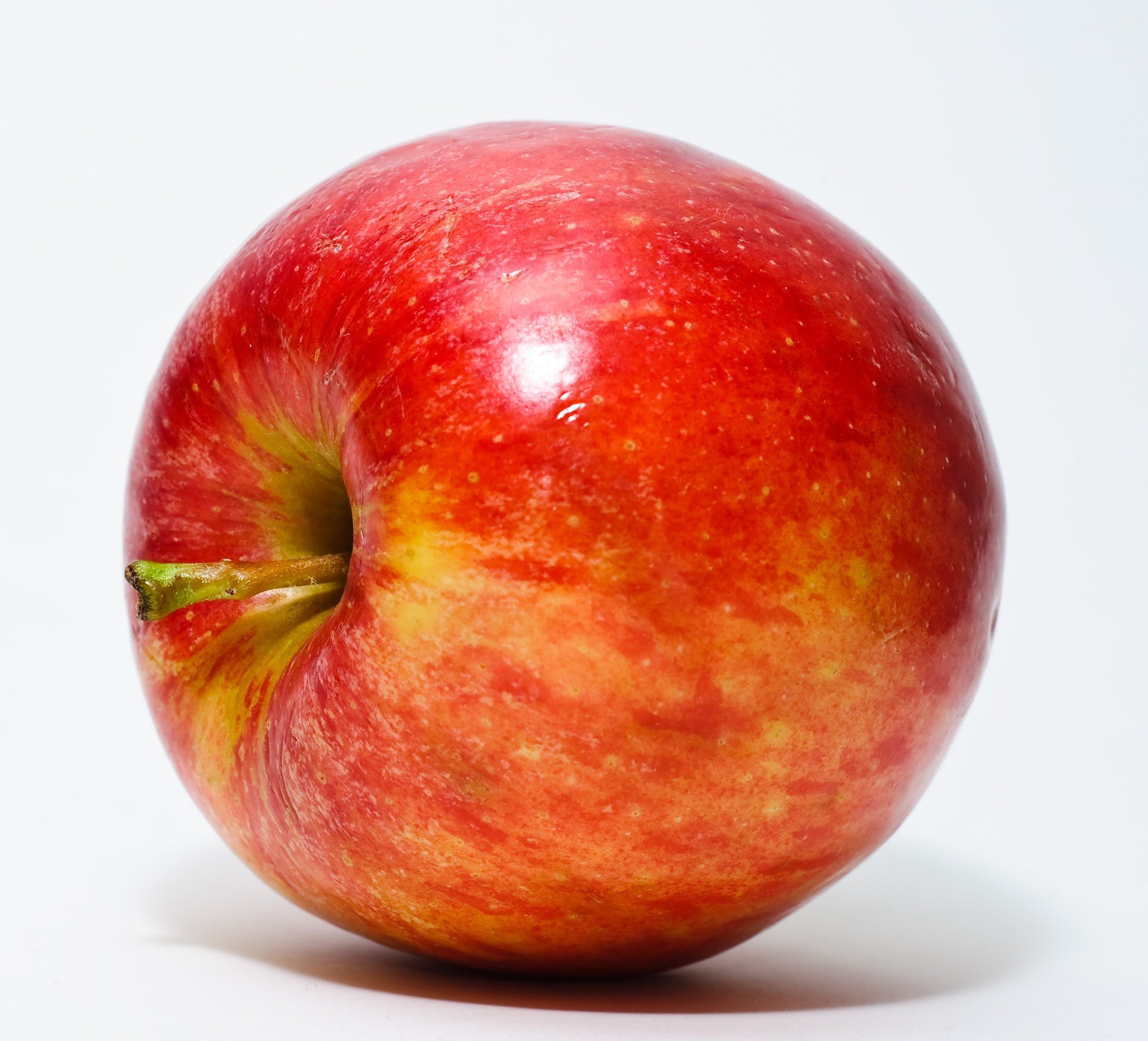
Apfel
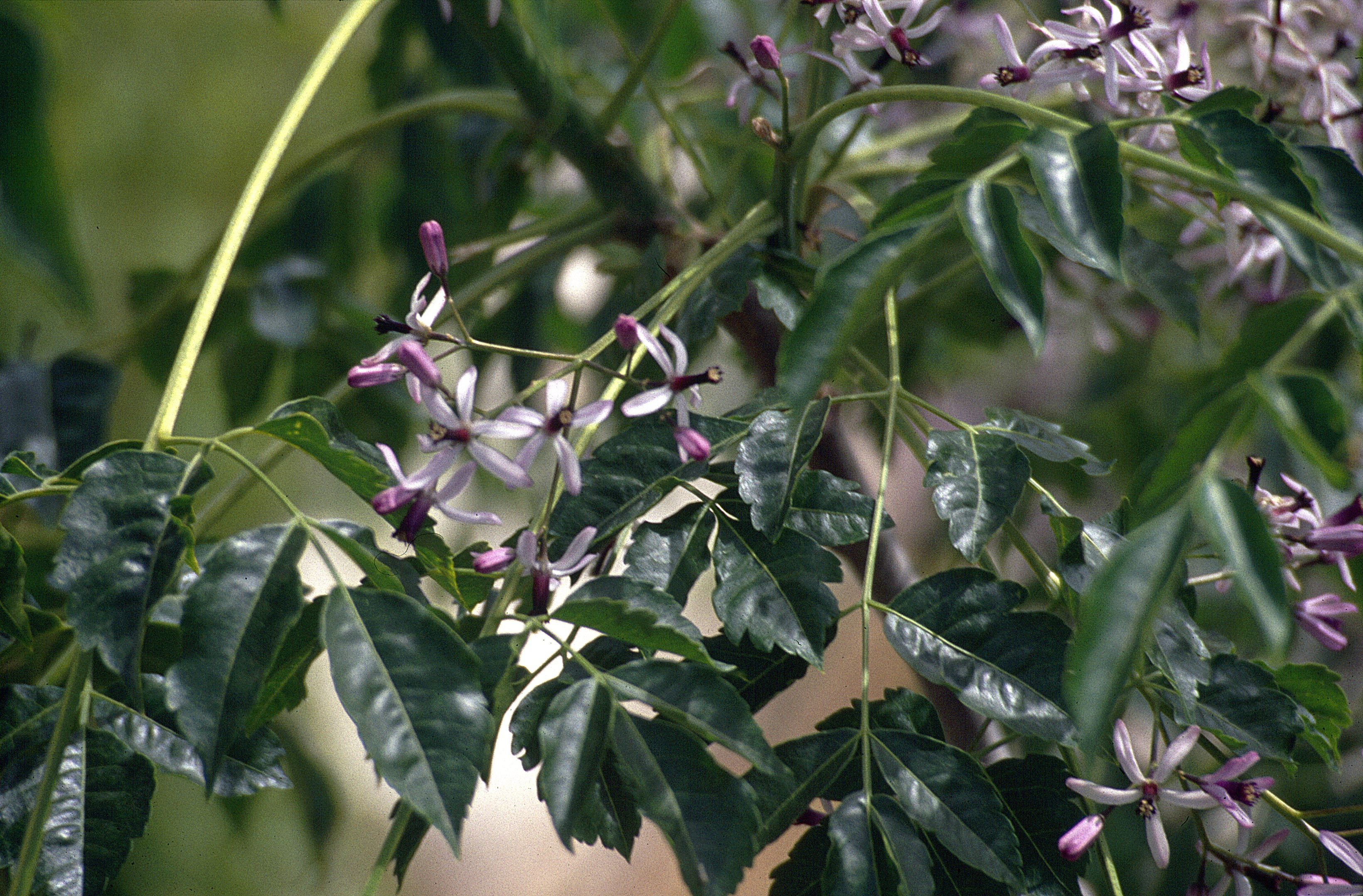
Zedrachbaum
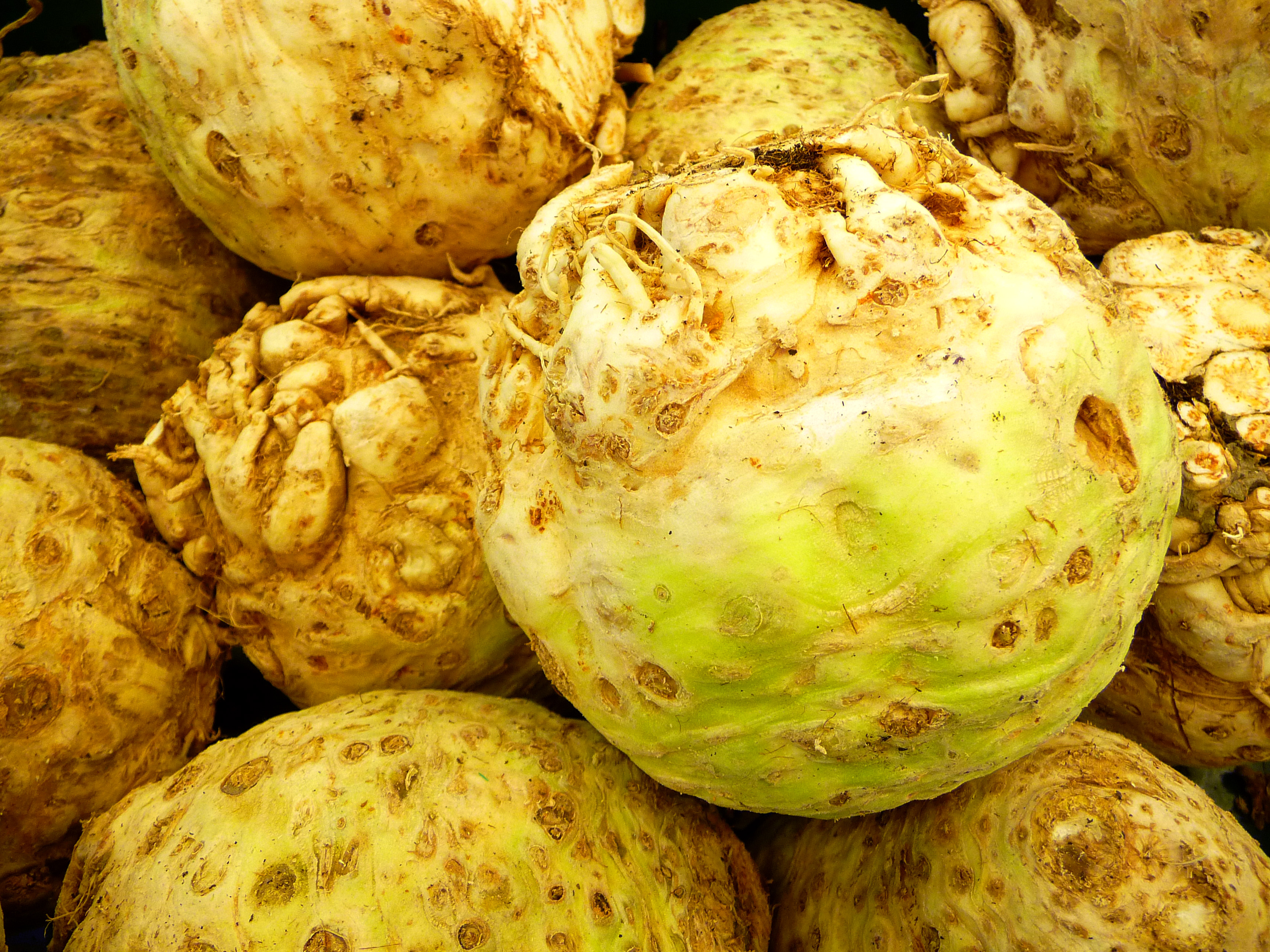
Sellerie
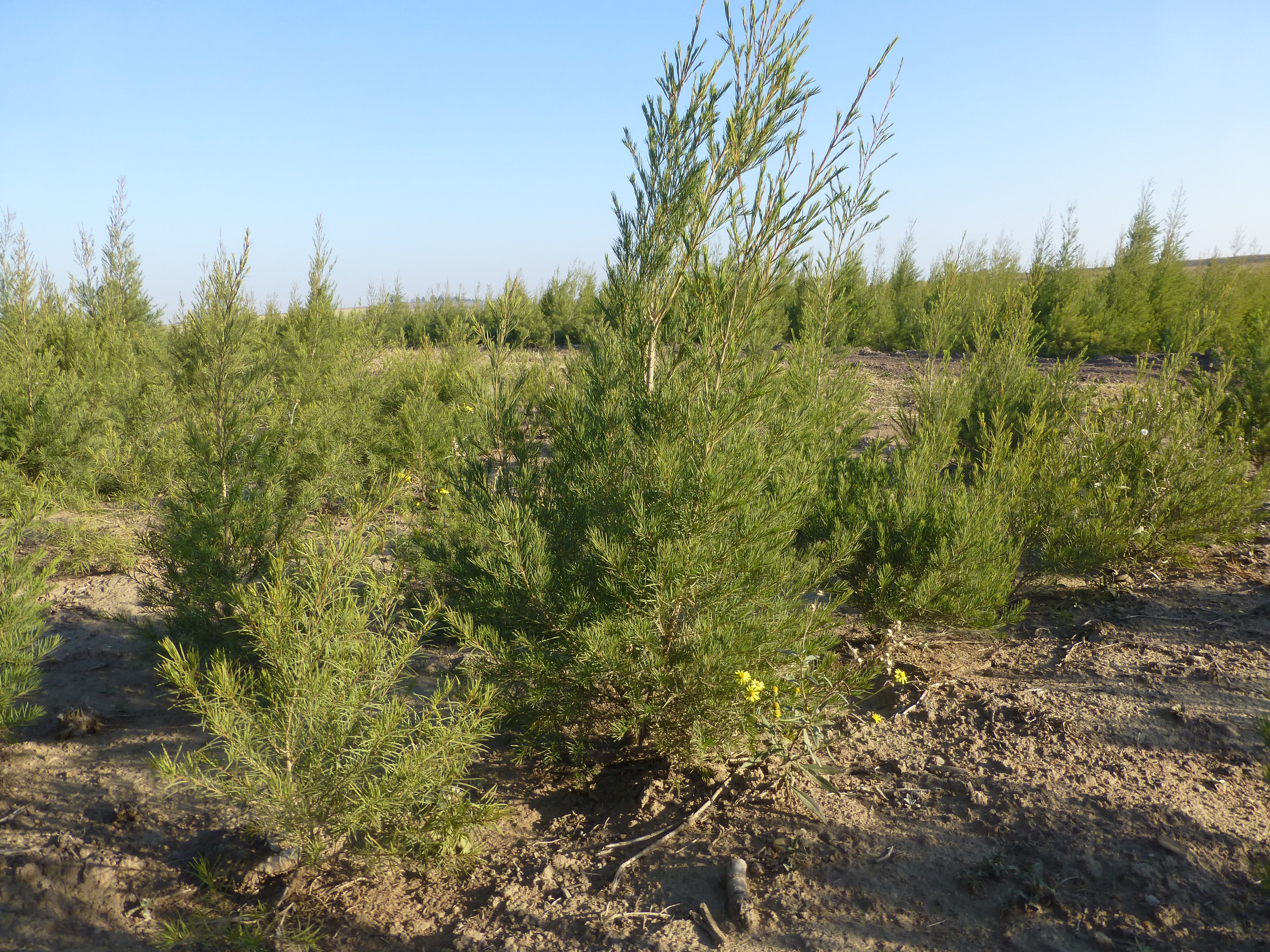
Rooibos
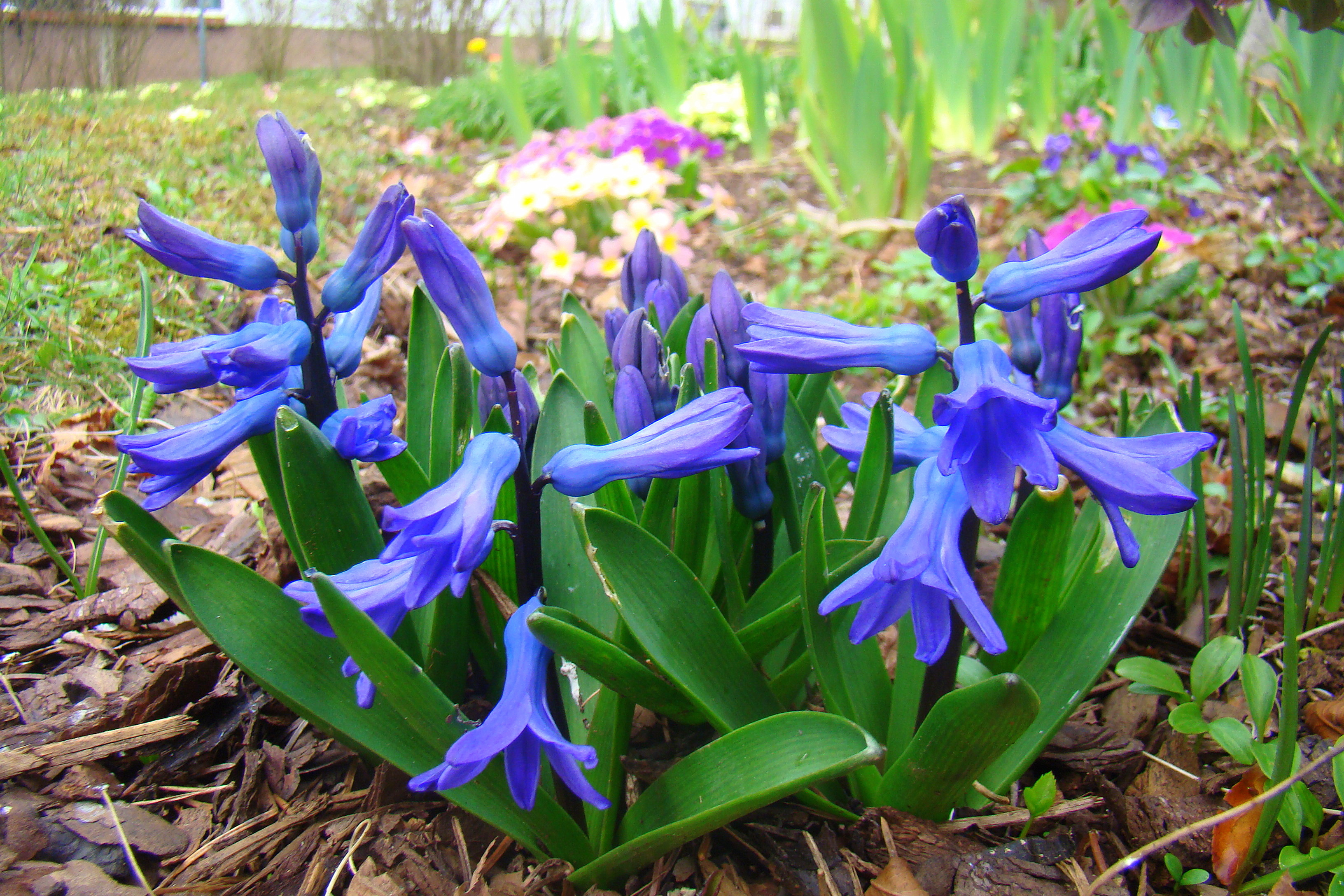
Gartenhyazinthe

Außerdem kommt 1-Heptanol zu geringen Mengen in Erdöl vor.

## Gewinnung und Darstellung
Hauptsächlich wird 1-Heptanol durch Reduktion von Heptanal mittels Wasserstoffaddition produziert:

## Eigenschaften
1-Heptanol ist eine farblose schwer entzündliche Flüssigkeit, welche schwer löslich in Wasser ist. Der Brechungsindex liegt bei 1,424 (bei 20 °C und D-Linie des Natriumlichts). Der Alkohol hat einen schwachen, holzigen, aromatischen Geruch und einen beißend scharfen Geschmack.

## Verwendung
1-Heptanol dient in der Parfümindustrie als Aromastoff für Nelken- und Jasmin-Düfte. Es wird als Lösungsmittel für Leinöl, Schellack und als Verdünnungsmittel für Harze und Cellulosen verwendet. Durch Reaktion von 1-Heptanol mit Thionylchlorid in Pyridin kann 1-Chlorheptan gewonnen werden.

## Sicherheitshinweise
Die Dämpfe von 1-Heptanol können mit Luft ein explosionsfähiges Gemisch (Flammpunkt 70 °C, Zündtemperatur 275 °C, untere Explosionsgrenze 0,89 Vol.–% bzw. 43 g·m−3) bilden.